# Zhang Jilong

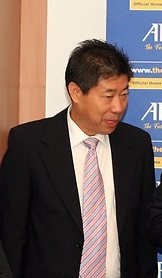
Zhang Jilong (2011)

Zhang Jilong (chinesisch 张吉龙, Pinyin Zhāng Jílóng; * 9. Februar 1952 in Yantai, Volksrepublik China) ist ein chinesischer Fußballfunktionär.
Zhang Jilong begann ab 1978 für die Chinese Football Association zu arbeiten. 2000 wurde er Vorsitzender des Finanzausschusses der Asian Football Confederation und 2002 wurde er zu einem der Vizepräsidenten des neuen AFC-Präsidenten Mohamed bin Hammam gewählt. Nachdem bin Hammam aufgrund von Bestechungsvorwürfen suspendiert wurde, übernahm Zhang Jilong im Juni 2011 interimistisch dessen Amt als AFC-Präsident und ab August 2011 den Sitz im FIFA-Exekutivkomitee. 
Als AFC-Präsident wurde er nach eigenem Verzicht auf eine Wiederwahl im Mai 2013 durch Salman bin Ibrahim Al Chalifa ersetzt. Den Sitz als FIFA-Exekutivkomitee konnte er behalten, indem er am 30. Mai 2013 zum Nachfolger des für acht Jahre suspendierten Manilal Fernando bestimmt wurde. Im Mai 2015 schied er aus dem FIFA-Exekutivkomitee aus.